# Santo Estêvão (Lisboa)
Santo Estêvão é uma parte da cidade e antiga freguesia portuguesa do concelho de Lisboa, com 0,23 km² de área e 1 511 habitantes (2011). Densidade populacional: 6 569,6 hab/km².
Era uma das 20 freguesias de Portugal com menor extensão territorial , integrando o bairro histórico de Alfama.
Como consequência de uma reorganização administrativa, oficializada a 8 de novembro de 2012 e que entrou em vigor após as eleições autárquicas de 2013, foi determinada a extinção da freguesia, passando o seu território quase integralmente para a nova freguesia de Santa Maria Maior, com apenas uma pequena parte anexada à nova freguesia de São Vicente.

## População
★ No censo de 1864 pertencia ao Bairro de Alfama. Os seus limites foram fixados pelo decreto-lei nº 42.142, de 07/02/1959

| Nº de habitantes | Nº de habitantes | Nº de habitantes | Nº de habitantes | Nº de habitantes | Nº de habitantes | Nº de habitantes | Nº de habitantes | Nº de habitantes | Nº de habitantes | Nº de habitantes | Nº de habitantes | Nº de habitantes | Nº de habitantes | Nº de habitantes | Nº de habitantes |
| ---------------- | ---------------- | ---------------- | ---------------- | ---------------- | ---------------- | ---------------- | ---------------- | ---------------- | ---------------- | ---------------- | ---------------- | ---------------- | ---------------- | ---------------- | ---------------- |
| 1864             | 1878             | 1890             | 1900             | 1911             | 1920             | 1930             | 1940             | 1950             | 1960             | 1970             | 1981             | 1991             | 2001             | 2011             |                  |
| 3505             | 4129             | 4909             | 5345             | 5943             | 6139             | 5784             | 5721             | 4808             | 7395             | 5378             | 4610             | 3192             | 2047             | 1511             |                  |
|                  | +18%             | +19%             | +9%              | +11%             | +3%              | -6%              | -1%              | -16%             | +54%             | -27%             | -14%             | -31%             | -36%             | -26%             |                  |

|     | 0-14 anos  | 15-24 anos | 25-64 anos | 65 e + anos |
| Hab | 191 \| 107 | 238 \| 130 | 992 \| 845 | 626 \| 429  |
| Var | -44%       | -45%       | -15%       | -31%        |

## Património
- Igreja de Santo Estêvão
- Portal da Capela de Nossa Senhora dos Remédios, edifício da Capela de Nossa Senhora dos Remédios ou Ermida do Espírito Santo, a Casa de Despacho e demais dependências da antiga confraria
- Palácio de Santo Estêvão ou Palácio dos Azevedo Coutinho
- Museu Militar ou Museu de Artilharia ou Arsenal Real do Exército
- Ermida do Senhor Jesus da Boa Nova
- Convento do Salvador (Lisboa)

## Arruamentos
A freguesia de Santo Estêvão continha 61 arruamentos. Eram eles:
| - Avenida Infante Dom Henrique - Beco da Lapa - Beco das Atafonas - Beco das Mil Patacas - Beco de Maria da Guerra - Beco do Alfurja - Beco do Belo - Beco do Carneiro - Beco do Chanceler - Beco do Espírito Santo - Beco do Loureiro - Beco do Maquinez - Beco do Melo - Beco do Mexias - Beco do Outeirinho da Amendoeira - Beco do Penabuquel - Beco do Surra - Beco do Vigário - Beco dos Clérigos - Beco dos Paus - Beco dos Ramos | - Boqueirão da Ponta da Lama - Boqueirão da Praia da Galé - Cais da Lingueta - Calçada de São Vicente - Calçada do Cascão - Calçada do Forte - Calçadinha de Santo Estêvão - Calçadinha do Tijolo - Cruz de Santa Helena - Escadinhas das Escolas Gerais - Escadinhas de Santo Estêvão - Escadinhas do Arco de Dona Rosa - Escadinhas dos Remédios - Escolas Gerais - Largo de Santo Estêvão - Largo do Chafariz de Dentro - Largo do Chanceler - Largo do Museu de Artilharia - Largo do Outeirinho da Amendoeira - Largo do Peneireiro | - Largo do Salvador - Largo do Sequeira - Largo dos Caminhos de Ferro - Largo Terreiro do Trigo - Pátio do Peneireiro - Rua da Regueira - Rua das Escolas Gerais - Rua de Guilherme Braga - Rua de Santo Estêvão - Rua de São Miguel - Rua do Cais de Santarém - Rua do Jardim do Tabaco - Rua do Loureiro - Rua do Museu da Artilharia - Rua do Terreiro do Trigo - Rua do Vigário - Rua dos Corvos - Rua dos Remédios - Rua Teixeira Lopes - Travessa dos Remédios |